# چن دوشیو
چن دوشیو (به چینی: 陈独秀، CHEN DUXIU) (زاده ۸ اکتبر ۱۸۷۹ – درگذشته ۲۷ مه ۱۹۴۲)، یک سوسیالیست انقلابی، مربی، فیلسوف، و نویسندهٔ اهل چین بود، که هم‌راه با لی داژائو، حزب کمونیست چین را در سال ۱۹۲۱ بنا نهاد، و از ۱۹۲۱ تا ۱۹۲۷، دبیر اداره مرکزی این حزب (عنوانی که در آن زمان برای رهبر حزب به کار برده میشد) بود. چن یکی از چهره‌های محوری انقلاب ضدامپریالیستی شین‌های و جنبش چهارم مه برای علم و مردم‌سالاری بود. از نظر سیاسی، او از خوانش تروتسکیستی نظریهٔ مارکسیسم دفاع می‌کرد.